# Геррншвенде
Геррншвенде (нім. Herrnschwende) — громада в Німеччині, розташована в землі Тюрингія. Входить до складу району Земмерда. Складова частина об'єднання громад Кіндельбрюк.
Площа — 8,57 км2. Населення становить Невірний параметр metadata 16 068 027 ос. (станом на 31 грудня 2021).